# Brevipalpus galliprodiens
Brevipalpus galliprodiens är en spindeldjursart som beskrevs av Ochoa och Salas 1987. Brevipalpus galliprodiens ingår i släktet Brevipalpus och familjen Tenuipalpidae. Inga underarter finns listade.